# Freiske
Freiske ist ein bis heute ländlich geprägter Ortsteil der westfälischen Stadt Hamm.

## Geographie

### Lage
Freiske liegt im Süden der Stadt Hamm. Die A 2 durchschneidet das ehemalige Gemeindegebiet.

### Nachbargemeinden
Freiske grenzte im Jahr 1967 im Uhrzeigersinn im Nordwesten beginnend an die Gemeinden Weetfeld, Berge, Rhynern und Osterflierich (alle heute zu Hamm) sowie Osterbönen (heute zu Bönen).

## Geschichte
Freiske wurde erstmals 1220 als Vrisewic im Urbar der Reichsabtei Werden erwähnt. In der 2. Hälfte des 13. Jahrhunderts wurde der Ort urkundlich Vriswich, 1335 Vreysewick und 1474 Vreysick genannt.
Freiske gehörte im Spätmittelalter und der Frühen Neuzeit in eigener Bauerschaft (Fryesick) im Amt Hamm zur Grafschaft Mark. Laut dem Schatzbuch der Grafschaft Mark von 1486 hatten die 13 Steuerpflichtigen in der Bauerschaft zwischen 1 und 6 Goldgulden an sewikzu leisten. Im Jahr 1705 waren in der Bauerschaft Fresecke 15 Steuerpflichtige mit Abgaben an die Rentei Hamm im Kataster verzeichnet.
Im 19. Jahrhundert gehörte Freiske bei der Errichtung der Ämter in der preußischen Provinz Westfalen zum Amt Rhynern im Kreis Hamm. Im Jahr 1885 gab es in der Landgemeinde Freiske auf 345 ha Fläche, davon 288 ha Ackerland, 4 ha Wiesen, 16 ha Holzungen, 1 Wohnplatz, 29 Wohnhäuser mit 38 Haushaltungen und 204 Einwohner.
Anlässlich der Auskreisung der Stadt Hamm am 1. April 1901 wurde aus dem Kreis der Landkreis Hamm. Nach einer Gebietserweiterung im Jahr 1929 wurde dieser im Oktober 1930 in Kreis Unna umbenannt.
Am 1. Januar 1968 wurden mit dem Gesetz zur Neugliederung des Landkreises Unna die Gemeinden Allen, Freiske, Hilbeck, Osterflierich, Osttünnen, Rhynern, Süddinker und Wambeln zur neuen Gemeinde Rhynern zusammengeschlossen. Diese blieb jedoch nur bis zum 31. Dezember 1974 bestehen, am folgenden Tag wurde sie durch das Münster/Hamm-Gesetz aufgeteilt: Freiske wechselte mit dem Hauptteil dieser Gemeinde (6187 Einwohner, die auf 44,79 km2 wohnten) in die kreisfreie Stadt Hamm. Der Ortsteil Hilbeck (9,96 km2 mit 856 Einwohnern) wurde nach Werl im Kreis Soest umgegliedert.

## Einwohnerentwicklung
| Jahr | Einwohner |
| ---- | --------- |
| 1849 | 224       |
| 1910 | 192       |
| 1931 | 182       |
| 1956 | 180       |
| 1961 | 149       |

## Verkehr

### Straßen
Die Landesstraße L 667 verbindet Freiske mit Rhynern und Bönen.
Die Kreisstraße K 3 führt nach Hamm und nach Osterflierich, die von dieser Straße abzweigende K 13 nach Weetfeld und Wiescherhöfen.

### Öffentlicher Personennahverkehr
Freiske ist nicht an den öffentlichen Personennahverkehr angeschlossen. Am ehesten ist die Haltestelle Ziegelei, die von der Linie 83 der Stadtwerke Hamm bedient wird, zu erreichen.